# Shawn van Eerden
Shawn Tyler Nozawa van Eerden (japanisch ヴァン イヤーデン ショーン; * 16. April 2004 in der Präfektur Kanagawa) ist ein japanisch-kanadischer Fußballspieler.

## Karriere
Shawn van Eerden erlernte das Fußballspielen in der Jugend des Yokohama FC. Hier unterschrieb er am 1. Februar 2023 seinen ersten Profivertrag. Der Verein aus Yokohama spielte in der ersten Liga, der J1 League. Am Ende der Saison 2023 musste er mit dem Verein in die zweite Liga absteigen. 2023 bestritt er ein Spiel im Kaiserpokal sowie ein Spiel im Ligapokal. In der ersten Liga kam er nicht zum Einsatz. Nach dem Abstieg wechselte er im Februar 2024 auf Leihbasis zum Drittligisten YSCC Yokohama. Am Ende der Saison 2024 belegte er mit dem Verein den 19. Tabellenplatz und musste somit in die vierte Liga absteigen. Für den YSCC Yokohama bestritt er 15 Drittligaspiele. Nach der Ausleihe kehrte er Ende Januar 2025 zu dem wieder in die erste Liga aufgestiegenen Yokohama FC zurück.